# Arsenio de Trigolo
Giuseppe Antonio Migliavacca (Trigolo, 13 de junio de 1849—Bergamo, 10 de diciembre de 1909), más conocido por su nombre religioso Arsenio de Trigolo, fue un sacerdote capuchino italiano, fundador de la Congregación de Hermanas de Nuestra Señora de la Consolación. Es venerado como beato en la Iglesia católica, cuya fiesta celebra el 10 de diciembre.

## Biografía
Giuseppe Antonio Migliavacca nació en 1849 en Trigolo (Provincia de Cremona-Italia). Con solo 13 años ingresó al seminario diocesano de Cremona y fue ordenado sacerdote en 1874. Pocos años después pidió y consiguió pasar de la diócesis a la Compañía de Jesús. Allí se mantuvo por dieciocho años, hasta que por un malentendido con sus superiores, le pidieron abandonar la compañía en 1892. Quizás motivados por la amistad con los obispos Scalibrini y Bonomelli, quienes tenían problemas con el Vaticano por causa de la «Cuestión romana». Ciertamente lo que le valió la enemistad de la jerarquía de la orden fue la colaboración que le ofreció a Josefina Fumagalli, fundadora de la Congregación de las Hermanas de la Consolación de Turín, religiosa rebelde y controversa, que había puesto a sus religiosas a mendigar para los huérfanos, sin la opinión de la Iglesia.
Migliavacca una vez fuera de la Compañía de Jesús, fue llamado por el obispo de Turín, con el encargo específico de reorganizar a las Hermanas de la Consolación. Esto le valió la enemistad de la fundadora, que se había autoproclamado superiora de la naciente comunidad. Las religiosas de este instituto ven en Giuseppe Migliavacca a su propio fundador y organizador. Fue durante su dirección que se trasladó la curia general de la congregación a Milán. Aun así, los problemas para el fundador no dejaron de presentarse, fue acusado de usar métodos estrictos con las hermanas y el arzobispo de Milán, Andrea Carlo Ferrari, se vio obligado a pedirle que abandonara el instituto.
Giuseppe Antonio Migliavacca ingresó a la Orden de los Hermanos Menores Capuchinos, a la edad de 53 años, con el ideal de que todo el mundo se olvidara de él, considerado desertor de los jesuitas y fundador fracasado. El día de su profesión religiosa cambió su nombre por Arsenio. Él mismo se identificaba con la cruz de Cristo, abandonado por los suyos. Nunca se quejó de las injusticias que se cometieron contra él y mucho menos habló mal de sus antiguos superiores. Trasladado a la comunidad de Bérgamo, murió de un aneurisma, el 10 de diciembre de 1909.

## Culto
Luego de su muerte las Hermanas de la Consolación reivindicaron su memoria y le restituyeron el título de fundador. Ellas mismas se preocuparon de la introducción de proceso en pro de su beatificación.  El proceso diocesano fue iniciado en la arquidiócesis de Milán el 27 de septiembre de 1993 y clausurado el 10 de abril de 1995.
El 21 de enero de 2016, el papa Francisco le declaró venerable y fue beatificado, por el mismo pontífice, el 7 de octubre de 2017. La ceremonia fue precedida por el cardenal Angelo Amato, prefecto de la Congregación para las Causas de los Santos.